# 45596 Molliesugden
45596 Molliesugden è un asteroide della fascia principale. Scoperto nel 2000, presenta un'orbita caratterizzata da un semiasse maggiore pari a 2,6247269 au e da un'eccentricità di 0,1389660, inclinata di 8,60652° rispetto all'eclittica.